# Costas Cotsiolis
Costas Cotsiolis (griechisch Κώστας Κοτσιώλης Kóstas Kotsiólis, * 1957 in Athen) ist ein griechischer Gitarrist und Musikpädagoge.

## Leben
Cotsiolis studierte ab dem sechsten Lebensjahr Gitarre am Nationalen Konservatorium in Athen und erhielt dort 1971 das Konzertdiplom. Bereits im Folgejahr spielte er bei seinem ersten öffentlichen Konzert das Concierto de Aranjuez von Joaquín Rodrigo. Auf Konzertreisen trat er ab 1974 in vielen Staaten Europas, in Russland, Litauen, der Ukraine und andere Republiken der ehemaligen Sowjetunion, auf Kuba, in Venezuela, Chile und Puerto Rico auf und gab Konzerte u. a. in der Alten Oper in Frankfurt, in der BBC Concert Hall in London, im Concertgebouw in Amsterdam, im Auditorium de Radio France in Paris und im Megaro Mousikis in Athen.
Er nahm als Gitarrist und als Juror an zahlreichen internationalen Gitarrenwettbewerben teil und trat als Solist mit namhaften Sinfonieorchestern und mit Musikern wie Astor Piazzolla, Mikis Theodorakis, Theodore Antoniou, Maria Farandouri, Angelica Cathariou, Leo Brouwer, John Williams, John McLaughlin, Al di Meola, Stanley Jordan, Vicente Amigo, José Antonio Rodriguez, Juan José Mosalini, Odon Alonso, Saulis Sondechkis, Simeon Kogan, Jean Jacques Kantorow, Peter Soave, Hector Ulisses Passarella, Isel Rodriguez Trujillo, Patrice Fantanarosa, Milva und Roberto Limón auf. Er gilt als bedeutender Interpret der Gitarrenkompositionen Leo Brouwers, der ihm ebenso Werke widmete wie Sergio Assad, Dusan Bogdanovic, Ernesto Cordero, Antón García Abril, Vojislav Ivanovic, Rafael Fays, Thanos Mikroutsikos, Alberto Nunez Palacios und Yalcin Tura.
1978 wurde Cotsiolis künstlerischer Leiter des Volos International Guitar Festival (seit 2006 Naxos International Guitar Festival). Als Lehrer wirkte er ab 1977 am Konservatorium von Athen und ab 1981 am Konservatorium von Thessaloniki. 2008 wurde er Professor an der University of Indianapolis. Außerdem gab er Meisterklassen und Seminare u. a. an der Manhattan School of Music, am Mozarteum in Salzburg, in Weimar, Berlin und Oslo.